# Список Героев Советского Союза (Ивлиев — Йен)
В настоящем списке представлены в алфавитном порядке все Герои Советского Союза, чьи фамилии начинаются с букв «И» и «Й» (всего 252 человека, из них один удостоен звания дважды). Список содержит даты Указов Президиума Верховного Совета СССР о присвоении звания, информацию о роде войск, должности и воинском звании Героев на дату представления к присвоению звания Героя Советского Союза, годах их жизни.
Ударения в фамилиях Героев приведены по книге «Герои Советского Союза: Краткий биографический словарь / Пред. ред. коллегии И. Н. Шкадов. — М.: Воениздат, 1987. — Т. 1 /Абаев — Любичев/. — 911 с. — 100 000 экз. — ISBN отс., Рег. № в РКП 87-95382.».
- Персиковым цветом  в таблице выделены Герои, удостоенные звания дважды и более раз.
- Серым цветом  в таблице выделены Герои, представленные к званию посмертно.

| Навигационная таблица | Навигационная таблица          |
| --------------------- | ------------------------------ |
| «И» и «Й»             | Ибаррури Рубен — Ивлев Дмитрий |
| «И» и «Й»             | Ивлиев Иван — Йен Зигмунд      |

| № п/п | Фамилия Имя Отчество                                                                                  | Дата Указа | Род войск                           | Должность | Звание                         | Годы жизни              | БС ГС НЛ                        |
| ----- | --- | ---------- | ----------------------------------- | --- | ------------------------------ | ----------------------- | ------------------------------- |
| 127   | И́влиев Иван Дмитриевич                                                                                | 13.09.1944 | танкист                             | командир 3-й танковой бригады 23-го танкового корпуса 2-го Украинского фронта | подполковник                   | 15.01.1916 — 10.02.1966 | [ БС 1 ] [ ГС 1 ] [ НЛ 1 ]      |
| 128   | И́влиев Юрий Дмитриевич                                                                                | 26.10.1944 | авиация                             | командир эскадрильи 312-го штурмового авиационного полка 233-й штурмовой авиационной дивизии 4-й воздушной армии 2-го Белорусского фронта | капитан                        | 16.03.1923 — 29.01.1945 | [ БС 1 ] [ ГС 2 ] [ НЛ 2 ]      |
| 129   | И́вушкин Пётр Терентьевич                                                                              | 27.06.1945 | танкист                             | командир танкового батальона 53-й гвардейской танковой бригады 6-го гвардейского танкового корпуса 3-й гвардейской танковой армии 1-го Украинского фронта                                                                                                | гвардии капитан                | 17.06.1918 — 05.08.1995 | [ БС 1 ] [ ГС 3 ] [ НЛ 3 ]      |
| 130   | И́вченко Владимир Иванович укр. Івченко Володимир Іванович                                             | 19.04.1945 | авиация                             | командир звена 74-го гвардейского штурмового авиационного полка 1-й гвардейской штурмовой авиационной дивизии 1-й воздушной армии 3-го Белорусского фронта                                                                                               | гвардии старший лейтенант      | 22.05.1919 — 01.06.1996 | [ БС 1 ] [ ГС 4 ] [ НЛ 4 ]      |
| 131   | И́вченко Михаил Лаврентьевич                                                                           | 02.11.1944 | пехота                              | снайпер 28-го гвардейского стрелкового полка 10-й гвардейской стрелковой дивизии 14-й армии Карельского фронта | гвардии ефрейтор               | 29.10.1916 — 07.10.1944 | [ БС 1 ] [ ГС 5 ] [ НЛ 5 ]      |
| 132   | И́гишев Георгий Иванович                                                                               | 07.08.1943 | артиллерия                          | командир батареи истребительно-противотанкового артиллерийского полка 3-й истребительно-противотанковой артиллерийской бригады 2-й истребительной дивизии Центрального фронта                                                                            | капитан                        | 01.10.1921 — 08.07.1943 | [ БС 1 ] [ ГС 6 ] [ НЛ 6 ]      |
| 133   | Игнате́нко Иван Игнатьевич                                                                             | 22.02.1944 | артиллерия                          | командир отделения разведки 247-го гвардейского артиллерийского полка 110-й гвардейской стрелковой дивизии 37-й армии Степного фронта | гвардии старшина               | 23.06.1917 — 06.02.2010 | [ БС 2 ] [ ГС 7 ] [ НЛ 7 ]      |
| 134   | Игнате́нко Илья Ефремович укр. Ігнатенко Ілля Єфремович                                                | 22.07.1944 | артиллерия                          | старший разведчик 138-го гвардейского артиллерийского полка 67-й гвардейской стрелковой дивизии 6-й гвардейской армии 1-го Прибалтийского фронта | гвардии старший сержант        | 02.08.1920 — 16.11.1983 | [ БС 3 ] [ ГС 8 ] [ НЛ 8 ]      |
| 135   | Игна́ткин Сергей Степанович                                                                            | 22.02.1944 | пехота                              | командир отделения сапёрного взвода 933-го стрелкового полка 254-й стрелковой дивизии 52-й армии Степного фронта | старший сержант                | 30.09.1910 — 08.01.1944 | [ БС 3 ] [ ГС 9 ] [ НЛ 9 ]      |
| 136   | Игна́ткин Фёдор Семёнович                                                                              | 09.04.1945 | пехота                              | командир отделения 366-го стрелкового полка 126-й стрелковой дивизии 43-й армии 3-го Белорусского фронта | сержант                        | 16.04.1904 — 10.07.1970 | [ БС 3 ] [ ГС 10 ] [ НЛ 10 ]    |
| 137   | Игна́тов Геннадий Петрович (Игнатов Гений Петрович)                                                    | 07.03.1943 | партизан                            | активный участник партизанской борьбы на Северном Кавказе, разведчик партизанского отряда «Бати» | —                              | 20.03.1925 — 10.10.1942 | [ БС 3 ] [ ГС 11 ] [ НЛ 11 ]    |
| 138   | Игна́тов Евгений Петрович                                                                              | 07.03.1943 | партизан                            | активный участник партизанской борьбы на Северном Кавказе, командир разведчиков и группы минёров партизанского отряда «Бати» | —                              | 20.08.1915 — 10.10.1942 | [ БС 3 ] [ ГС 12 ] [ НЛ 12 ]    |
| 139   | Игна́тов Николай Васильевич                                                                            | 29.05.1945 | генерал                             | командир 4-го артиллерийского корпуса прорыва РГК в составе войск 1-го Белорусского фронта | генерал-лейтенант артиллерии   | 22.12.1901 — 10.09.1985 | [ БС 3 ] [ ГС 13 ] [ НЛ 13 ]    |
| 140   | Игна́тов Николай Константинович                                                                        | 25.11.1966 | морской флот                        | командир 3-й дивизии 1-й флотилии подводных лодок Северного флота | капитан 1-го ранга             | 09.05.1925 — 15.06.1978 | ——                              |
| 141   | Игна́тьев Андрей Александрович                                                                         | 27.02.1945 | пехота                              | командир 283-го гвардейского стрелкового полка 94-й гвардейской стрелковой дивизии 5-й ударной армии 1-го Белорусского фронта | гвардии подполковник           | 08.09.1900 — 27.03.1973 | [ БС 4 ] [ ГС 15 ] [ НЛ 14 ]    |
| 142   | Игна́тьев Андрей Николаевич                                                                            | 24.05.1944 | танкист                             | командир танка Т-34 2-го банкового батальона 1-й гвардейской танковой бригады 1-й танковой армии 1-го Украинского фронта | младший лейтенант              | 06.09.1921 — 19.03.2012 | [ БС 5 ] [ ГС 16 ] [ НЛ 15 ]    |
| 143   | Игна́тьев Владимир Митрофанович                                                                        | 24.03.1945 | инженер                             | командир взвода 110-го отдельного сапёрного батальона 74-й стрелковой дивизии 57-й армии 3-го Украинского фронта | старший сержант                | 28.06.1920 — 04.11.1988 | [ БС 5 ] [ ГС 17 ] [ НЛ 16 ]    |
| 144   | Игна́тьев Михаил Трофимович укр. Ігнатьєв Михайло Трохимович                                           | 24.08.1943 | авиация                             | заместитель командира эскадрильи 13-го истребительного авиационного полка 201-й истребительной авиационной дивизии 2-го смешанного авиационного корпуса 4-й воздушной армии Северо-Кавказского фронта                                                    | лейтенант                      | 21.11.1920 — 27.11.1973 | [ БС 5 ] [ ГС 18 ] [ НЛ 17 ]    |
| 145   | Игна́тьев Николай Петрович                                                                             | 13.04.1944 | авиация                             | штурман 728-го истребительного авиационного полка 256-й истребительной авиационной дивизии 5-го истребительного авиационного корпуса 2-й воздушной армии Воронежского фронта                                                                             | капитан                        | 16.12.1917 — 04.08.1994 | [ БС 5 ] [ ГС 19 ] [ НЛ 18 ]    |
| 146   | Игна́тьев Пётр Александрович укр. Ігнатьєв Петро Олександрович                                         | 23.09.1944 | артиллерия                          | командир орудия 130-го гвардейского артиллерийского полка 58-й гвардейской стрелковой дивизии 5-й гвардейской армии 1-го Украинского фронта | гвардии старший сержант        | 01.05.1918 — 10.07.1965 | [ БС 5 ] [ ГС 20 ] [ НЛ 19 ]    |
| 147   | Игна́шкин Гавриил Иванович                                                                             | 05.11.1942 | авиация                             | командир эскадрильи 431-го штурмового авиационного полка 228-й штурмовой авиационной дивизии 8-й воздушной армии Сталинградского фронта | лейтенант                      | 23.02.1917 — 26.01.2005 | [ БС 5 ] [ ГС 21 ] [ НЛ 20 ]    |
| 148   | Иго́льченко Сергей Викторович                                                                          | 03.03.1988 | танкист                             | старший механик-водитель танка 66-й отдельной мотострелковой бригады 40-й армии ограниченного контингента советских войск в Афганистане | рядовой                        | род. 04.08.1966         | ——                              |
| 149   | Иго́нин Василий Александрович                                                                          | 29.06.1945 | пехота                              | пулемётчик 190-го гвардейского стрелкового полка 63-й гвардейской стрелковой дивизии 6-й гвардейской армии 2-го Прибалтийского фронта | гвардии ефрейтор               | 25.12.1925 — 21.02.1945 | [ БС 5 ] [ ГС 23 ] [ НЛ 21 ]    |
| 150   | Иго́шев Александр Александрович                                                                        | 07.04.1940 | артиллерия                          | командир отделения разведки 1-й отдельной миномётной батареи 49-й стрелковой дивизии 13-й армии Северо-Западного фронта | младший лейтенант              | 10.10.1915 — 19.08.1961 | [ БС 7 ] [ ГС 24 ] [ НЛ 22 ]    |
| 151   | Идри́сов Абухаджи чечен. Идрисов Абухаджи                                                              | 03.06.1944 | пехота                              | снайпер 1232-го стрелкового полка 370-й стрелкового дивизии 3-й ударной армии 2-го Прибалтийского фронта | старший сержант                | 17.05.1918 — 22.10.1983 | ——                              |
| 152   | Идри́сов Гилемхан Идрисович тат. Идрисов Гыйлемхан Идрис улы                                           | 10.04.1945 | артиллерия                          | командир орудия 290-го гвардейского стрелкового полка 95-й гвардейской стрелковой дивизии 5-й гвардейской армии 1-го Украинского фронта | гвардии старший сержант        | 16.09.1913 — 05.02.1977 | [ БС 7 ] [ ГС 26 ] [ НЛ 23 ]    |
| 153   | Ие́вский Анатолий Алексеевич                                                                           | 29.06.1945 | авиация                             | командир звена 989-го штурмового авиационного полка 136-й штурмовой авиационной дивизии 10-го штурмового авиационного корпуса 17-й воздушной армии 3-го Украинского фронта                                                                               | лейтенант                      | 11.08.1922 — 20.09.1979 | [ БС 7 ] [ ГС 27 ] [ НЛ 24 ]    |
| 154   | Ижеде́ров Фёдор Николаевич чув. Ижедеров Фёдор Николаевич                                              | 24.03.1945 | пехота                              | командир взвода 320-го гвардейского стрелкового полка 129-й гвардейской стрелковой дивизии 1-й гвардейской армии 1-го Украинского фронта | гвардии лейтенант              | 17.07.1922 — 13.04.1988 | [ БС 7 ] [ ГС 28 ] [ НЛ 25 ]    |
| 155   | Ижу́кин Алексей Иванович                                                                               | 01.09.1942 | партизан                            | активный участник партизанской борьбы на Брянщине, подрывник партизанской бригады «Смерть немецким оккупантам» | —                              | 13.03.1913 — 19.12.1992 | [ БС 7 ] [ ГС 29 ] [ НЛ 26 ]    |
| 156   | Ижу́тов Николай Степанович чув. Ижутов Николай Степанович                                              | 15.05.1946 | авиация                             | инструктор по радионавигации и заместитель штурмана 108-го бомбардировочного авиационного полка 36-й бомбардировочной авиационной дивизии 1-го гвардейского бомбардировочного корпуса 18-й воздушной армии                                               | капитан                        | 11.06.1920 — 19.07.1994 | [ БС 7 ] [ ГС 30 ] [ НЛ 27 ]    |
| 157   | Измади́нов Виктор Андреевич                                                                            | 29.06.1945 | инженер                             | моторист 5-го тяжёлого моторизованного понтонно-мостового полка 65-й армии 2-го Белорусского фронта | старший сержант                | 25.11.1919 — 10.09.1972 | [ БС 8 ] [ ГС 31 ] [ НЛ 28 ]    |
| 158   | Изю́мов Николай Андреевич                                                                              | 24.03.1945 | танкист                             | командир 1-го танкового батальона 16-й гвардейской танковой бригады 1-го гвардейского танкового корпуса 65-й армии 1-го Белорусского фронта | гвардии капитан                | 24.12.1920 — 28.06.1944 | [ БС 9 ] [ ГС 32 ] [ НЛ 29 ]    |
| 159   | Ико́нников Владимир Дмитриевич                                                                         | 05.11.1944 | авиация                             | заместитель командира эскадрильи 30-го гвардейского авиационного полка 48-й авиационной дивизии 8-го авиационного корпуса Авиации дальнего действия | гвардии капитан                | 23.07.1920 — 27.12.2000 | [ БС 9 ] [ ГС 33 ] [ НЛ 30 ]    |
| 160   | Иллаза́ров Исай Иллазарович                                                                            | 24.03.1945 | пехота                              | командир расчёта противотанкового ружья 272-го гвардейского стрелкового полка 90-й гвардейской стрелковой дивизии 6-й гвардейской армии 1-го Прибалтийского фронта                                                                                       | гвардии старший сержант        | 20.02.1920 — 06.09.1944 | [ БС 9 ] [ ГС 34 ] [ НЛ 31 ]    |
| 161   | Илларио́нов Степан Илларионович чув. Илларионов Степан Илларионович                                    | 22.07.1944 | пехота                              | стрелок 158-го гвардейского стрелкового полка 51-й гвардейской стрелковой дивизии 6-й гвардейской армии 1-го Прибалтийского фронта | гвардии ефрейтор               | 04.12.1904 — 27.06.1944 | [ БС 9 ] [ ГС 35 ] [ НЛ 32 ]    |
| 162   | Иллю́шко Павел Иванович укр. Іллюшко Павло Іванович                                                    | 21.07.1944 | артиллерия                          | командир дивизиона 815-го артиллерийского полка 272-й стрелковой дивизии 7-й армии Карельского фронта | майор                          | 14.01.1914 — 12.02.1996 | [ БС 9 ] [ ГС 36 ] [ НЛ 33 ]    |
| 163   | Ильга́чев Иван Васильевич чув. Ильгачев Иван Васильевич                                                | 30.10.1943 | инженер                             | сапёр 4-го отдельного сапёрного батальона 193-й стрелковой дивизии 65-й армии Центрального фронта | красноармеец                   | 02.01.1902 — 02.08.1981 | [ БС 10 ] [ ГС 37 ] [ НЛ 34 ]   |
| 164   | И́льев Иван Николаевич                                                                                 | 17.11.1943 | пехота                              | старшина пулемётной роты 1339-го стрелкового полка 318-й стрелковой дивизии 18-й армии Северо-Кавказского фронта | старшина                       | 31.05.1922 — 31.12.1946 | [ БС 11 ] [ ГС 38 ] [ НЛ 35 ]   |
| 165   | Ильи́н Евгений Кузьмич                                                                                 | 31.05.1945 | танкист                             | командир танкового батальона 219-й танковой бригады 1-го механизированного корпуса 2-й гвардейской танковой армии 1-го Белорусского фронта | майор                          | 26.10.1916 — 08.12.1986 | [ БС 11 ] [ ГС 39 ] [ НЛ 36 ]   |
| 166   | Ильи́н Илья Иванович                                                                                   | 16.05.1944 | авиация                             | командир эскадрильи 119-го морского разведывательного авиационного полка ВВС Черноморского флота | капитан                        | 20.07.1910 — 03.05.1944 | [ БС 11 ] [ ГС 40 ] [ НЛ 37 ]   |
| 167   | Ильи́н Николай Сергеевич                                                                               | 19.03.1944 | медики                              | санитар 78-го гвардейского стрелкового полка 25-й гвардейской стрелковой дивизии 6-й армии Юго-Западного фронта | гвардии красноармеец           | 11.05.1925 — 16.11.1943 | [ БС 11 ] [ ГС 41 ] [ НЛ 38 ]   |
| 168   | Ильи́н Николай Яковлевич                                                                               | 08.02.1943 | пехота                              | снайпер 50-го гвардейского стрелкового полка 15-й гвардейской стрелковой дивизии 57-й армии Сталинградского фронта | гвардии старшина               | 1922 — 04.08.1943       | [ БС 11 ] [ ГС 42 ] [ НЛ 39 ]   |
| 169   | Ильи́н Пётр Иванович                                                                                   | 22.02.1944 | артиллерия                          | командир огневого взвода 6-го гвардейского отдельного истребительно-противотанкового дивизиона 14-й гвардейской стрелковой дивизии 57-й армии Степного фронта                                                                                            | гвардии старший сержант        | 16.04.1917 — 05.03.1981 | [ БС 11 ] [ ГС 43 ] [ НЛ 40 ]   |
| 170   | Ильи́н Сергей Спиридонович                                                                             | 06.04.1945 | пехота                              | командир взвода 986-го стрелкового полка 230-й стрелковой дивизии 5-й ударной армии 1-го Белорусского фронта | лейтенант                      | 05.04.1925 — 05.02.1945 | [ БС 11 ] [ ГС 44 ] [ НЛ 41 ]   |
| 171   | Ильи́н Степан Петрович                                                                                 | 30.10.1943 | инженер                             | командир отделения 99-го отдельного сапёрного батальона 69-й стрелковой дивизии 65-й армии Центрального фронта | старший сержант                | 02.08.1915 — 02.11.1993 | [ БС 12 ] [ ГС 45 ] [ НЛ 42 ]   |
| 172   | Ильины́х Иван Михайлович                                                                               | 07.04.1940 | Авточасти и шофёры всех родов войск | шофёр-санитар 85-го медико-санитарного батальона 49-й стрелковой дивизии 13-й армии Карельского фронта | красноармеец                   | 13.11.1914 — 25.03.1987 | [ БС 13 ] [ ГС 46 ] [ НЛ 43 ]   |
| 173   | Ильичёв Пётр Иванович                                                                                 | 01.09.1958 | морской флот                        | рулевой сторожевого катера «СК-253» 6-го дивизиона сторожевых кораблей Петропавловской военно-морской базы Тихоокеанского флота | краснофлотец                   | 28.01.1927 — 18.08.1945 | ——                              |
| 174   | И́льченко Виктор Лукьянович                                                                            | 29.06.1945 | авиация                             | старший лётчик 75-го гвардейского штурмового авиационного полка 1-й гвардейской штурмовой авиационной дивизии 1-й воздушной армии 3-го Белорусского фронта                                                                                               | гвардии лейтенант              | 20.09.1922 — 14.11.1949 | [ БС 13 ] [ ГС 48 ] [ НЛ 44 ]   |
| 175   | И́льченко Николай Петрович укр. Ільченко Микола Петрович                                               | 17.11.1939 | танкист                             | командир танковой роты 2-го танкового батальона 11-й лёгкой танковой бригады 1-й армейской группы | капитан                        | 22.05.1911 — 22.07.1942 | ——                              |
| 176   | И́льченко Семён Максимович укр. Ільченко Семен Максимович                                              | 27.08.1943 | пехота                              | командир взвода противотанковых ружей 1031-го стрелкового полка 280-й стрелковой дивизии 70-й армии Центрального фронта | старший лейтенант              | 13.10.1915 — 15.09.1998 | [ БС 13 ] [ ГС 50 ] [ НЛ 45 ]   |
| 177   | Илью́шин Владимир Сергеевич                                                                            | 05.10.1960 | авиация                             | лётчик-испытатель ОКБ П. О. Сухого | —                              | 31.03.1927 — 01.03.2010 | ——                              |
| 178   | Илья́сов Наги каз. Ілиясов Нағи                                                                        | 24.03.1945 | артиллерия                          | командир отделения разведки дивизиона 473-го артиллерийского полка 99-й стрелковой дивизии 46-й армии 2-го Украинского фронта | ефрейтор                       | 06.11.1920 — 06.05.1987 | [ БС 13 ] [ ГС 52 ] [ НЛ 46 ]   |
| 179   | Ильяше́нко Георгий Данилович                                                                           | 14.09.1945 | авиация                             | лётчик 4-го минно-торпедного авиационного полка 2-й минно-торпедной авиационной дивизии ВВС Тихоокеанского флота | лейтенант                      | 01.05.1918 — 02.08.1987 | [ БС 14 ] [ ГС 53 ] [ НЛ 47 ]   |
| 180   | Илю́шин Иван Яковлевич                                                                                 | 27.06.1945 | десантники                          | командир отделения 23-го гвардейского воздушно-десантного полка 9-й гвардейской воздушно-десантной дивизии 5-й гвардейской армии 1-го Украинского фронта                                                                                                 | гвардии старший сержант        | 22.01.1915 — 02.11.2003 | [ БС 15 ] [ ГС 54 ] [ НЛ 48 ]   |
| 181   | Иля́сов Иван Васильевич                                                                                | 01.11.1943 | пехота                              | командир роты 214-го гвардейского стрелкового полка 73-й гвардейской стрелковой дивизии 7-й гвардейской армии Воронежского фронта | гвардии капитан                | 03.12.1912 — 06.07.1943 | [ БС 15 ] [ ГС 55 ] [ НЛ 49 ]   |
| 182   | Имамутди́нов Магсум Имамутдинович тат. Имаметдинов Мәгъсүм Имаметдин улы                               | 10.04.1945 | инженер                             | сапёр 76-го отдельного штурмового инженерно-сапёрного батальона 16-й штурмовой инженерно-сапёрной бригады РГК в составе войск 1-го Украинского фронта | красноармеец                   | 1898 — 11.03.1945       | [ БС 15 ] [ ГС 56 ] [ НЛ 50 ]   |
| 183   | Инасари́дзе Георгий Моисеевич груз. ინასარიძე გიორგი                                                   | 18.08.1945 | авиация                             | заместитель командира и штурман эскадрильи 683-го штурмового авиационного полка 335-й штурмовой авиационной дивизии 3-й воздушной армии 3-го Белорусского фронта                                                                                         | старший лейтенант              | 25.12.1920 — 26.02.1984 | [ БС 15 ] [ ГС 57 ] [ НЛ 51 ]   |
| 184   | Инау́ри Алексей Николаевич груз. ინაური ალექსი                                                         | 07.05.1985 | КГБ                                 | председатель Комитета государственной безопасности Грузинской ССР | генерал-полковник              | 12.05.1908 — 23.06.1993 | ——                              |
| 185   | Индряко́в Иван Васильевич чув. Индряков Иван Васильевич                                                | 22.08.1944 | артиллерия                          | командир артиллерийской батареи 1086-го стрелкового полка 323-й стрелковой дивизии 3-й армии 1-го Белорусского фронта | лейтенант                      | 15.03.1915 — 17.01.1993 | [ БС 15 ] [ ГС 59 ] [ НЛ 52 ]   |
| 186   | Инды́к Иван Степанович укр. Індик Іван Степанович                                                      | 20.04.1945 | морской флот                        | стрелок 384-го отдельного батальона морской пехоты Одесской военно-морской базы Черноморского флота | старшина 2-й статьи            | 1917 — 27.03.1944       | [ БС 15 ] [ ГС 60 ] [ НЛ 53 ]   |
| 187   | Инды́к Семён Леонтьевич укр. Індик Семен Леонтійович                                                   | 27.06.1945 | авиация                             | командир 107-го гвардейского истребительного авиационного полка 11-й гвардейской истребительной авиационной дивизии 2-го гвардейского штурмового авиационного корпуса 2-й воздушной армии 1-го Украинского фронта                                        | гвардии подполковник           | 12.08.1909 — 31.01.1980 | [ БС 16 ] [ ГС 61 ] [ НЛ 54 ]   |
| 188   | Инозе́мцев Аким Иванович                                                                               | 16.05.1944 | пехота                              | командир роты 1161-го стрелкового полка 351-й стрелковой дивизии 56-й армии Северо-Кавказского фронта | старший лейтенант              | 07.09.1914 — 18.04.1944 | [ БС 17 ] [ ГС 62 ] [ НЛ 55 ]   |
| 189   | Инозе́мцев Георгий Александрович                                                                       | 22.07.1944 | пехота                              | командир 201-го гвардейского стрелкового полка 67-й гвардейской стрелковой дивизии 6-й гвардейской армии 1-го Прибалтийского фронта | гвардии подполковник           | 30.04.1902 — 16.02.1957 | [ БС 17 ] [ ГС 63 ] [ НЛ 56 ]   |
| 190   | И́овлев Владимир Александрович                                                                         | 28.04.1945 | танкист                             | командир роты 250-го танкового полка 13-й гвардейской кавалерийской дивизии 6-го гвардейского кавалерийского корпуса 2-го Украинского фронта | гвардии капитан                | 13.01.1920 — 18.10.1944 | [ БС 17 ] [ ГС 64 ] [ НЛ 57 ]   |
| 191   | Ио́дис Алексей Дмитриевич                                                                              | 24.03.1945 | пехота                              | командир отделения 1375-го стрелкового полка 414-й стрелковой дивизии Отдельной Приморской армии 4-го Украинского фронта | сержант                        | 18.10.1923 — 20.10.1994 | [ БС 17 ] [ ГС 65 ] [ НЛ 58 ]   |
| 192   | Ио́нин Григорий Петрович                                                                               | 17.10.1943 | пехота                              | командир батальона 212-го гвардейского стрелкового полка 75-й гвардейской стрелковой дивизии 60-й армии Центрального фронта | гвардии капитан                | 04.10.1917 — 30.11.1982 | [ БС 17 ] [ ГС 66 ] [ НЛ 59 ]   |
| 193   | Ио́ничев Пётр Григорьевич                                                                              | 21.03.1940 | пехота                              | пулемётчик 300-го стрелкового полка 7-й стрелковой дивизии 7-й армии Северо-Западного фронта | красноармеец                   | 1916 — 15.10.1941       | [ БС 17 ] [ ГС 67 ] [ НЛ 60 ]   |
| 194   | Ио́нов Анатолий Дмитриевич                                                                             | 29.06.1945 | авиация                             | заместитель командира эскадрильи 953-го штурмового авиационного полка 311-й штурмовой авиационной дивизии 1-й воздушной армии 3-го Белорусского фронта                                                                                                   | капитан                        | 28.06.1917 — 23.08.1994 | [ БС 18 ] [ ГС 68 ] [ НЛ 61 ]   |
| 195   | Ио́нов Сергей Петрович                                                                                 | 24.03.1945 | танкист                             | механик-водитель танка 3-й танковой бригады 23-го танкового корпуса 2-го Украинского фронта | старшина                       | 10.09.1912 — 16.03.1961 | [ БС 19 ] [ ГС 69 ] [ НЛ 62 ]   |
| 196   | Ионосья́н Владимир Абрамович арм. Իոնեսյան Վլադիմիր                                                    | 27.08.1943 | пехота                              | командир взвода 27-го гвардейского стрелкового полка 11-й гвардейской стрелковой дивизии 11-й гвардейской армии Западного фронта | гвардии лейтенант              | 17.07.1905 — 06.08.1943 | [ БС 19 ] [ ГС 70 ] [ НЛ 63 ]   |
| 197   | Иосселиа́ни Ярослав Константинович груз. იოსელიანი იაროსლავ                                            | 16.05.1944 | морской флот                        | командир подводной лодки «М-111» 3-го дивизиона бригады подводных лодок Черноморского флота | капитан 3-го ранга             | 23.02.1912 — 23.03.1978 | [ БС 19 ] [ ГС 71 ] [ НЛ 64 ]   |
| 198   | Ио́тка Феодосий Антонович укр. Iотка Феодосій Антонович                                                | 19.03.1944 | комиссар                            | заместитель по политической части командира 178-го гвардейского стрелкового полка 60-й гвардейской стрелковой дивизии 12-й армии 3-го Украинского фронта                                                                                                 | гвардии майор                  | 09.05.1913 — 31.10.1990 | [ БС 19 ] [ ГС 72 ] [ НЛ 65 ]   |
| 199   | Ирга́шев Боис Хамидович узб. Ergashev Bois Hamidovich                                                  | 22.02.1944 | артиллерия                          | разведчик 132-го гвардейского артиллерийского полка 60-й гвардейской стрелковой дивизии 12-й армии 3-го Украинского фронта | гвардии старшина               | 05.05.1921 — 21.06.2000 | [ БС 19 ] [ ГС 73 ] [ НЛ 66 ]   |
| 200   | И́риков Николай Романович чув. Ириков Николай Романович                                                | 19.06.1943 | танкист                             | командир танка 371-го танкового батальона 169-й танковой бригады 2-го танкового корпуса 3-й гвардейской армии Юго-Западного фронта | младший лейтенант              | 01.07.1921 — 16.03.1943 | [ БС 20 ] [ ГС 74 ] [ НЛ 67 ]   |
| 201   | Ири́нин Александр Иванович                                                                             | 13.09.1944 | кавалерия                           | наводчик станкового пулемёта 47-го гвардейского кавалерийского полка 12-й гвардейской кавалерийской дивизии 5-го гвардейского кавалерийского корпуса 2-го Украинского фронта                                                                             | гвардии сержант                | 02.02.1925 — 06.05.1944 | [ БС 21 ] [ ГС 75 ] [ НЛ 68 ]   |
| 202   | Ирисбе́ков Курбанбай узб. Irisbekov Qurbonboy                                                          | 10.01.1944 | пехота                              | командир взвода 42-го стрелкового полка 180-й стрелковой дивизии 38-й армии Воронежского фронта | младший лейтенант              | 25.07.1922 — 29.12.1943 | [ БС 21 ] [ ГС 76 ] [ НЛ 69 ]   |
| 203   | Иса́ев Алексей Петрович                                                                                | 28.04.1945 | пехота                              | командир отделения роты автоматчиков 42-го стрелкового полка 180-й стрелковой дивизии 46-й армии 3-го Украинского фронта | сержант                        | 18.04.1906 — 22.01.1945 | [ БС 21 ] [ ГС 77 ] [ НЛ 70 ]   |
| 204   | Иса́ев Василий Васильевич                                                                              | 18.08.1945 | авиация                             | заместитель командира эскадрильи 42-го гвардейского истребительного авиационного полка 269-й истребительной авиационной дивизии 4-й воздушной армии 2-го Белорусского фронта                                                                             | гвардии капитан                | 07.01.1917 — 07.06.1985 | [ БС 21 ] [ ГС 78 ] [ НЛ 71 ]   |
| 205   | Иса́ев Василий Ефимович                                                                                | 15.01.1944 | связисты                            | командир взвода связи 29-го гвардейского стрелкового полка 12-й гвардейской стрелковой дивизии 61-й армии Центрального фронта | гвардии старший лейтенант      | 26.12.1915 — 23.10.1971 | [ БС 21 ] [ ГС 79 ] [ НЛ 72 ]   |
| 206   | Иса́ев Константин Константинович                                                                       | 16.10.1943 | пехота                              | командир взвода 203-го гвардейского стрелкового полка 70-й гвардейской стрелковой дивизии 13-й армии Центрального фронта | гвардии лейтенант              | 12.02.1923 — 26.09.1943 | [ БС 21 ] [ ГС 80 ] [ НЛ 73 ]   |
| 207   | Иса́ев Николай Васильевич                                                                              | 06.04.1945 | авиация                             | командир 273-й истребительной авиационной дивизии 6-го истребительного авиационного корпуса 16-й воздушной армии 1-го Белорусского фронта | гвардии полковник              | 24.12.1911 — 26.10.1988 | [ БС 22 ] [ ГС 81 ] [ НЛ 74 ]   |
| 208   | Иса́ев Сергей Николаевич                                                                               | 24.03.1945 | артиллерия                          | командир батареи самоходных артиллерийских установок СУ-76 922-го самоходно-артиллерийского полка 105-го стрелкового корпуса 65-й армии 1-го Белорусского фронта                                                                                         | лейтенант                      | 02.09.1917 — 02.05.1978 | [ БС 23 ] [ ГС 82 ] [ НЛ 75 ]   |
| 209   | Иса́енко Николай Андреевич укр. Ісаєнко Микола Андрійович                                              | 15.05.1946 | танкист                             | командир танковой роты 177-го танкового полка 64-й механизированной бригады 7-го механизированного корпуса 2-го Украинского фронта | старший лейтенант              | 18.12.1915 — 20.11.1996 | [ БС 23 ] [ ГС 83 ] [ НЛ 76 ]   |
| 210   | Иса́ичкин Пётр Петрович                                                                                | 21.04.1943 | связисты                            | командир отделения радиосвязи 399-го гвардейского миномётного дивизиона 100-го гвардейского миномётного полка армейской оперативной группы гвардейских миомётных частей 3-й гвардейской армии Юго-Западного фронта                                       | гвардии старший сержант        | 10.07.1918 — 11.04.1993 | [ БС 23 ] [ ГС 84 ] [ НЛ 77 ]   |
| 211   | Исайко́ Михаил Анисимович укр. Ісайко Михайло Онисимович                                               | 24.03.1945 | пехота                              | командир взвода автоматчиков 492-го стрелкового полка 199-й стрелковой дивизии 49-й армии 2-го Белорусского фронта | старшина                       | 23.11.1908 — 23.12.1992 | [ БС 23 ] [ ГС 85 ] [ НЛ 78 ]   |
| 212   | Иса́йченко Василий Нилович                                                                             | 22.02.1944 | пехота                              | командир пулемётной роты 276-го гвардейского стрелкового полка 92-й гвардейской стрелковой дивизии 37-й армии Степного фронта | гвардии лейтенант              | 22.04.1919 — 22.02.1979 | [ БС 23 ] [ ГС 86 ] [ НЛ 79 ]   |
| 213   | Иса́ков Александр Варфоломеевич                                                                        | 10.04.1945 | танкист                             | механик-водитель танка 93-й танковой бригады 4-й танковой армии 1-го Украинского фронта | сержант                        | 03.03.1911 — 23.11.1983 | [ БС 23 ] [ ГС 87 ] [ НЛ 80 ]   |
| 214   | Иса́ков Василий Григорьевич                                                                            | 10.04.1945 | пехота                              | командир отделения 29-й гвардейской мотострелковой бригады 10-го гвардейского танкового корпуса 4-й танковой армии 1-го Украинского фронта | гвардии сержант                | 25.04.1914 — 29.01.1945 | [ БС 23 ] [ ГС 88 ] [ НЛ 81 ]   |
| 215   | Иса́ков Василий Леонович (Исхаков Виктор Лазаревич)                                                    | 18.05.1943 | пехота                              | стрелок 78-го гвардейского стрелкового полка 25-й гвардейской стрелковой дивизии 6-й армии Юго-Западного фронта | гвардии красноармеец           | 1916 — 30.08.1943       | [ БС 24 ] [ ГС 89 ] [ НЛ 82 ]   |
| 216   | Иса́ков Георгий Петрович бел. Ісакаў Георгій Пятровіч                                                  | 23.10.1943 | генерал                             | командир 68-й гвардейской стрелковой дивизии 40-й армии Воронежского фронта | гвардии генерал-майор          | 11.02.1896 — 04.02.1961 | [ БС 25 ] [ ГС 90 ] [ НЛ 83 ]   |
| 217   | Иса́ков Георгий Семёнович                                                                              | 13.09.1944 | пехота                              | командир отделения 929-го стрелкового полка 254-й стрелковой дивизии 52-й армии 2-го Украинского фронта | младший сержант                | 1919 — 07.04.1944       | [ БС 25 ] [ ГС 91 ] [ НЛ 84 ]   |
| 218   | Иса́ков Иван Иванович                                                                                  | 22.02.1944 | артиллерия                          | командир взвода управления батареи 197-го гвардейского артиллерийского полка 92-й гвардейской стрелковой дивизии 37-й армии Степного фронта | гвардии старший сержант        | 10.05.1923 — 29.01.1991 | [ БС 25 ] [ ГС 92 ] [ НЛ 85 ]   |
| 219   | Иса́ков Иван Степанович (Исаакян Ованес) арм. Իսակով Հովհաննես                                         | 07.05.1965 | адмирал                             | генеральный инспектор Группы генеральных инспекторов Министерства обороны СССР | Адмирал Флота Советского Союза | 22.08.1894 — 11.10.1967 | ——                              |
| 220   | Иса́ков Михаил Иванович                                                                                | 04.12.1980 | МВД СССР                            | офицер отряда специального назначения «Кобальт» Министерства внутренних дел СССР | капитан милиции                | 12.11.1946 — 06.10.2019 | ——                              |
| 221   | Иса́ков Пётр Михайлович                                                                                | 24.03.1945 | пехота                              | командир роты 142-го гвардейского стрелкового полка 47-й гвардейской стрелковой дивизии 8-й гвардейской армии 1-го Белорусского фронта | гвардии старший лейтенант      | 13.06.1923 — 17.01.1945 | [ БС 25 ] [ ГС 95 ] [ НЛ 86 ]   |
| 222   | Исаха́нов Берген каз. Исаханов Берген                                                                  | 30.10.1943 | пехота                              | командир отделения 120-го стрелкового полка 69-й стрелковой дивизии 65-й армии Центрального фронта | сержант                        | 10.12.1922 — 14.10.1970 | [ БС 26 ] [ ГС 96 ] [ НЛ 87 ]   |
| 223   | Иса́ченко Александр Лаврентьевич бел. Ісачанка Аляксандр Лаўрэнцьевіч                                  | 01.01.1944 | партизан                            | активный участник партизанской борьбы на территории Белоруссии, секретарь Гомельского подпольного горкома комсомола | —                              | 14.03.1919 — 07.10.1942 | [ БС 27 ] [ ГС 97 ] [ НЛ 88 ]   |
| 224   | Исе́тов Расул (Есетов Расул, Иситов Расул) каз. Есетов Расул                                           | 24.03.1945 | пехота                              | командир отделения 650-го стрелкового полка 138-й стрелковой дивизии 18-й армии 4-го Украинского фронта | сержант                        | 25.06.1924 — 02.06.2009 | [ БС 27 ] [ ГС 98 ] [ НЛ 89 ]   |
| 225   | Иси́пин Александр Иванович                                                                             | 22.07.1944 | пехота                              | помощник командира взвода 1124-го стрелкового полка 334-й стрелковой дивизии 43-й армии 1-го Прибалтийского фронта | старшина                       | 24.10.1911 — 23.02.1975 | [ БС 27 ] [ ГС 99 ] [ НЛ 90 ]   |
| 226   | Иска́ков Капай каз. Ысқақов Қапай                                                                      | 13.09.1944 | пехота                              | командир отделения 861-го стрелкового полка 294-й стрелковой дивизии 52-й армии 2-го Украинского фронта | сержант                        | 15.07.1906 — 26.09.1973 | [ БС 27 ] [ ГС 100 ] [ НЛ 91 ]  |
| 227   | Искали́ев Сундуткали каз. Есқалиев Сүндетқали                                                          | 24.03.1945 | пехота                              | автоматчик 556-го стрелкового полка 169-й стрелковой дивизии 3-й армии 1-го Белорусского фронта | красноармеец                   | 1924 — 24.06.1944       | [ БС 27 ] [ ГС 101 ] [ НЛ 92 ]  |
| 228   | И́скрин Николай Михайлович                                                                             | 24.08.1943 | авиация                             | заместитель командира эскадрильи 16-го гвардейского истребительного авиационного полка 216-й смешанной авиационной дивизии 4-й воздушной армии Северо-Кавказского фронта                                                                                 | гвардии старший лейтенант      | 14.04.1918 — 28.08.1985 | [ БС 27 ] [ ГС 102 ] [ НЛ 93 ]  |
| 229   | Исла́мов Юрий Верикович узб. Islomov Yuriy                                                             | 03.03.1988 | ГРУ                                 | командир отделения 186-го отдельного отряда 22-й отдельной бригады специального назначения Главного разведывательного управления Генерального штаба в составе 40-й армии ограниченного контингента советских войск в Афганистане                         | младший сержант                | 05.04.1968 — 31.10.1987 | ——                              |
| 230   | Исмагу́лов Константин Иванович (Исмагулов Кайыргали) каз. Смағұлов Қайырғали                           | 17.11.1943 | пехота                              | помощник командира взвода 1339-го стрелкового полка 318-й стрелковой дивизии 18-й армии Северо-Кавказского фронта | сержант                        | 05.09.1919 — 23.10.1993 | [ БС 27 ] [ ГС 104 ] [ НЛ 94 ]  |
| 231   | Исмаи́лов Ишанкул узб. Ismoilov Eshonkul                                                               | 31.05.1945 | пехота                              | автоматчик 240-го гвардейского стрелкового полка 74-й гвардейской стрелковой дивизии 8-й гвардейской армии 1-го Белорусского фронта | гвардии красноармеец           | 01.03.1902 — 20.07.1990 | [ БС 28 ] [ ГС 105 ] [ НЛ 95 ]  |
| 232   | Исмаи́лов Сыдык каз. Смайылов Садық                                                                    | 01.11.1943 | артиллерия                          | командир орудия 492-го истребительно-противотанкового артиллерийского полка 8-й истребительно-противотанковой артиллерийской бригады РГК в составе 51-й армии Южного фронта                                                                              | старший сержант                | 15.11.1911 — 07.02.1974 | [ БС 28 ] [ ГС 106 ] [ НЛ 96 ]  |
| 233   | Исраеля́н Липарит Мирзоевич арм. Իսրայելյան Լիպարիտ                                                    | 22.02.1944 | связисты                            | телефонист 169-й гвардейской отдельной роты связи 110-й гвардейской стрелковой дивизии 37-й армии Степного фронта | гвардии сержант                | 20.11.1922 — 15.10.1965 | [ БС 28 ] [ ГС 107 ] [ НЛ 97 ]  |
| 234   | Исрафи́лов Абас Исламович                                                                              | 26.12.1990 | инженер                             | заместитель командира инженерно-сапёрного взвода 357-го гвардейского парашютно-десантного полка 103-й гвардейской воздушно-десантной дивизии 40-й армии Туркестанского военного округа ограниченного контингента советских войск в Республике Афганистан | гвардии сержант                | 28.09.1960 — 26.10.1981 | ——                              |
| 235   | Исто́мин Василий Иннокентьевич                                                                         | 22.02.1944 | артиллерия                          | командир роты противотанковых ружей 185-го гвардейского стрелкового полка 60-й гвардейской стрелковой дивизии 6-й армии 3-го Украинского фронта | гвардии старший лейтенант      | 24.04.1918 — 28.11.1943 | [ БС 28 ] [ ГС 109 ] [ НЛ 98 ]  |
| 236   | Исто́мин Виктор Владимирович                                                                           | 18.08.1945 | авиация                             | лётчик 783-го штурмового авиационного полка 199-й штурмовой авиационной дивизии 4-го штурмового авиационного корпуса 4-й воздушной армии 2-го Белорусского фронта                                                                                        | младший лейтенант              | 12.01.1924 — 23.11.2000 | [ БС 28 ] [ ГС 110 ] [ НЛ 99 ]  |
| 237   | Исто́мин Ефим Абрамович                                                                                | 19.03.1944 | пехота                              | командир отделения 1118-го стрелкового полка 333-й стрелковой дивизии 12-й армии Юго-Западного фронта | старший сержант                | 13.09.1924 — 21.03.1944 | [ БС 28 ] [ ГС 111 ] [ НЛ 100 ] |
| 238   | Истра́тов Пётр Захарович                                                                               | 17.10.1943 | комиссар                            | заместитель по политической части командира 167-го гвардейского лёгкого артиллерийского полка 3-й гвардейской лёгкой артиллерийской бригады 1-й гвардейской артиллерийской дивизии прорыва РГК в составе 60-й армии Центрального фронта                  | гвардии майор                  | 24.06.1907 — 20.06.1976 | [ БС 28 ] [ ГС 112 ] [ НЛ 101 ] |
| 239   | Истра́шкин Владимир Иванович                                                                           | 26.10.1944 | авиация                             | помощник по воздушно-стрелковой службе командира 979-го истребительного авиационного полка 229-й истребительной авиационной дивизии 4-й воздушной армии 2-го Белорусского фронта                                                                         | майор                          | 13.02.1916 — 12.01.1987 | [ БС 30 ] [ ГС 113 ] [ НЛ 102 ] |
| 240   | Ису́пов Николай Антонович                                                                              | 17.10.1943 | комиссар                            | заместитель по политической части командира батальона 712-го стрелкового полка 132-й стрелковой дивизии 77-го стрелкового корпуса 60-й армии Центрального фронта                                                                                         | капитан                        | 19.12.1908 — 05.12.1967 | [ БС 31 ] [ ГС 114 ] [ НЛ 103 ] |
| 241   | Исха́ков Зиновий Генатулаевич (Исхаков Зинатулла Генатулаевич) тат. Исхаков Зиннәтулла Гыйниятулла улы | 24.03.1945 | десантники                          | командир 13-го гвардейского воздушно-десантного полка 1-й гвардейской воздушно-десантной дивизии 53-й армии 2-го Украинского фронта | гвардии подполковник           | 17.08.1908 — 05.07.1958 | [ БС 31 ] [ ГС 115 ] [ НЛ 104 ] |
| 242   | Ишанку́лов Абдусаттар узб. Eshonqulov Abdusattor                                                       | 18.08.1945 | авиация                             | командир звена 62-го штурмового авиационного полка 233-й штурмовой авиационной дивизии 4-й воздушной армии 2-го Белорусского фронта | старший лейтенант              | 12.12.1917 — 02.12.1997 | [ БС 31 ] [ ГС 116 ] [ НЛ 105 ] |
| 243   | Ишки́нин Ишмай Иштубаевич                                                                              | 19.04.1945 | пехота                              | командир взвода 550-го стрелкового полка 126-й стрелковой дивизии 43-й армии 3-го Белорусский фронта | младший лейтенант              | 15.12.1914 — 02.08.1964 | [ БС 31 ] [ ГС 117 ] [ НЛ 106 ] |
| 244   | Ишку́лов Гатият Абдулович баш. Ишҡолов Ғәтиәт Абдулла улы                                              | 24.03.1945 | артиллерия                          | командир самоходной артиллерийской установки 1666-го самоходного артиллерийского полка 18-й армии 4-го Украинского фронта | старший лейтенант              | 15.07.1916 — 10.12.1944 | [ БС 31 ] [ ГС 118 ] [ НЛ 107 ] |
| 245   | Ишмухаме́дов Тамерлан Каримович тат. Ишмөхәммәдов Тамерлан Кәрим улы                                   | 15.05.1946 | авиация                             | заместитель командира эскадрильи 43-го гвардейского штурмового авиационного полка 230-й штурмовой авиационной дивизии 4-й воздушной армии 2-го Белорусского фронта                                                                                       | гвардии старший лейтенант      | 18.08.1919 — 15.05.1995 | [ БС 32 ] [ ГС 119 ] [ НЛ 108 ] |
| 246   | Ишмухаме́тов Ахмадулла Хозеич тат. Ишмөхәммәтов Әхмәдулла Хаҗи улы                                     | 23.09.1944 | пехота                              | командир мотострелкового батальона 29-й гвардейской мотострелковой бригады 10-го гвардейского танкового корпуса 4-й танковой армии 1-го Украинского фронта                                                                                               | гвардии майор                  | 07.11.1919 — 16.04.1952 | [ БС 33 ] [ ГС 120 ] [ НЛ 109 ] |
| 247   | Ишу́тин Николай Фёдорович                                                                              | 16.10.1943 | пехота                              | командир батальона 207-го гвардейского стрелкового полка 70-й гвардейской стрелковой дивизии 13-й армии Центрального фронта | гвардии старший лейтенант      | 11.11.1905 — 28.02.1971 | [ БС 33 ] [ ГС 121 ] [ НЛ 110 ] |
| 248   | Ища́нов Истай (Ищанов Естай) каз. Ишанов Естай                                                         | 17.10.1943 | артиллерия                          | орудийный номер 206-го гвардейского лёгкого артиллерийского полка 3-й гвардейской лёгкой артиллерийской бригады 1-й гвардейской артиллерийской дивизии РГК в составе 60-й армии Воронежского фронта                                                      | гвардии младший сержант        | 20.05.1906 — 01.09.1944 | [ БС 33 ] [ ГС 122 ] [ НЛ 111 ] |
| 249   | И́щенко Василий Каленикович укр. Іщенко Василь Каленикович                                             | 27.06.1945 | авиация                             | командир эскадрильи 1-го гвардейского истребительного авиационного полка 7-й гвардейской истребительной авиационной дивизии 2-го истребительного авиационного корпуса 2-й воздушной армии 1-го Украинского фронта                                        | гвардии майор                  | 01.01.1919 — 03.07.2004 | [ БС 33 ] [ ГС 123 ] [ НЛ 112 ] |
| 250   | И́щенко Иван Митрофанович укр. Іщенко Іван Митрофанович                                                | 22.07.1944 | пехота                              | командир отделения роты автоматчиков 234-го стрелкового полка 179-й стрелковой дивизии 43-й армии 1-го Прибалтийского фронта | сержант                        | 15.09.1912 — 17.01.1979 | [ БС 33 ] [ ГС 124 ] [ НЛ 113 ] |
| 251   | И́щенко Николай Александрович                                                                          | 27.07.1943 | авиация                             | командир эскадрильи 746-го авиационного полка 45-й авиационной дивизии Авиации дальнего действия | майор                          | 14.02.1910 — 12.09.1945 | [ БС 33 ] [ ГС 125 ] [ НЛ 114 ] |
| 252   | Йен Зигмунд нем. Jähn Sigmund Werner Paul                                                             | 10.09.1978 | космонавт                           | космонавт-исследователь космического корабля «Союз-31»; космонавт Германской Демократической Республики | подполковник ВВС ГДР           | 13.02.1937 — 21.09.2019 | ——                              |

| Навигационная таблица | Навигационная таблица          |
| --------------------- | ------------------------------ |
| «И» и «Й»             | Ибаррури Рубен — Ивлев Дмитрий |
| «И» и «Й»             | Ивлиев Иван — Йен Зигмунд      |